# Pangkalan Indarung
Pangkalan Indarung is een bestuurslaag in het regentschap Kuantan Singingi van de provincie Riau, Indonesië. Pangkalan Indarung telt 1720 inwoners (volkstelling 2010).